# Златошапочная аратинга
Златошапочная аратинга (лат. Aratinga auricapillus) — птица семейства попугаевых.

## Внешний вид
Длина тела 30 см. Оперение зелёное, затылок и лоб красные, такого же цвета неоперённый участок вокруг глаз. В области живота окраска красно-коричневая. У некоторых попугаев бывают вкрапления жёлтых пёрышек среди красного оперения. Нижняя часть спины и крестец имеют красно-коричневое окаймление. Среди этого вида встречается много вариативных окрасок.

## Распространение
Обитают на востоке Бразилии (в Баие, Минас-Жерайсе, на севере Параны и юге Гояса) и в Парагвае.

## Образ жизни
Населяют субтропические и тропические леса, сухие саванны и плантации. В природе живут парами или маленькими стаями от 4 до 10 птиц. Питаются семенами, каштанами и фруктами.

## Размножение
Гнездятся в дуплах деревьев, под крышами домов. В кладке бывает 2-4 яйца. Примерно через 24 дня появляются птенцы, а в 1,5 месячном возрасте они оперяются.

## Классификация
Вид включает в себя 2 подвида.
- Aratinga auricapillus auricapillus (Kuhl, 1820)
- Aratinga auricapillus aurifrons (Spix, 1824)